# Sapromyza transcaspica
Sapromyza transcaspica är en tvåvingeart som beskrevs av Shatalkin 2000. Sapromyza transcaspica ingår i släktet Sapromyza och familjen lövflugor.
Artens utbredningsområde är Iran. Inga underarter finns listade i Catalogue of Life.